# Calotte (hoofddeksel studenten)

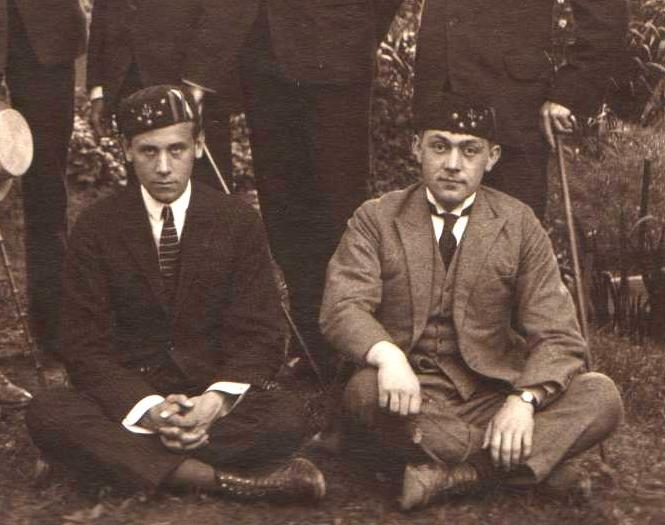
Dragers van een calotte in 1921

Een calotte is een astrakan muts gedragen door katholieke studenten in België, naar het historische voorbeeld van de Pauselijke Zoeaven.
Elke calotte behoort tot één student. Er kunnen verschillende badges aanhangen, afhankelijk van de studies, de hobby’s en de persoonlijke ervaringen van de eigenaar.
Sommige Franstalige studentenverenigingen in Vlaanderen dragen de calotte nog steeds gedurende bijeenkomsten, bijvoorbeeld de "Gé Catholica", de Koninklijke Mechelse Katholieke Studentenkring en de Vla-Vla. Nederlandstalige studentenverenigingen in Vlaanderen dragen de (studenten)pet (Leuven, Gent, Antwerpen) of de klak (VUB).